# Малая Мотовилиха
Ма́лая Мотови́лиха — малая река в Перми, правый приток реки Большая Мотовилиха.

## Этимология
Название, предположительно, происходит от угро-финского «мотовилия» — «незамерзающая».

## Общие сведения

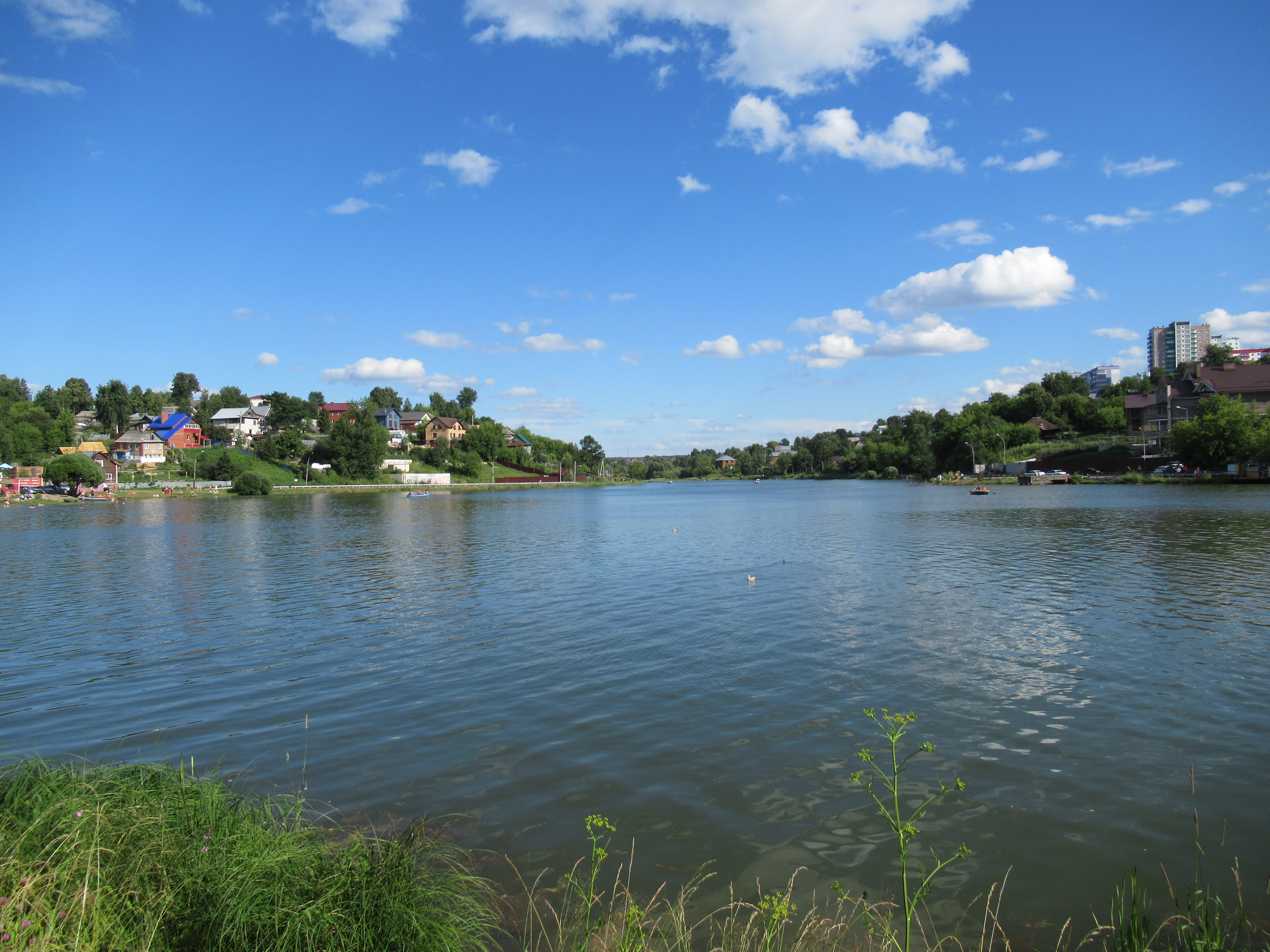
Мотовилихинский пруд

Протекает по территории Мотовилихинского района города Перми.
Исток находится к северо-востоку от коттеджного посёлка Запруд 2; река течёт, разделяя границы микрорайонов Вышка 2 и Гарцы; протекает под горой Вышки 1 и служит границей с микрорайоном Запруд; течёт вдоль улицы Бузинская и впадает в Большую Мотовилиху.
В устье, при слиянии с Большой Мотовилихой, образует Мотовилихинский пруд — самый крупный пруд Перми, являющийся популярным местом отдыха жителей Перми. Притоки — Гарцовский Лог, Поваренный Лог (левые).